# Race of Champions

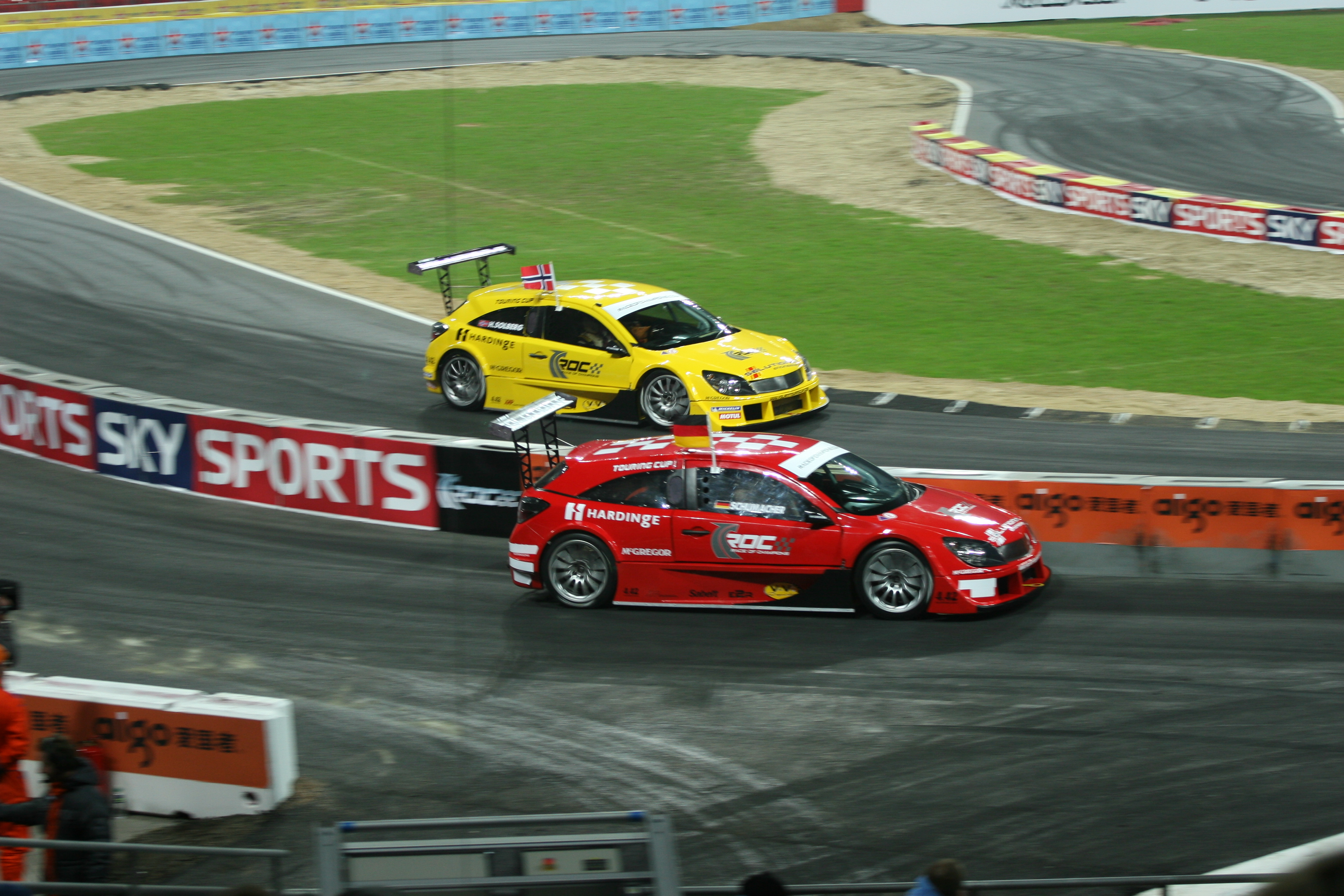
Michael Schumacher e Henning Solberg alla Race of Champions 2007

La Race of Champions, letteralmente Corsa dei Campioni, è un evento motoristico internazionale che si tiene alla fine di ogni stagione agonistica, con alcuni tra i migliori piloti del mondo di rally e delle gare in circuito.

È l'unica competizione al mondo dove piloti di Formula 1, Rally,  NASCAR, sportprototipi, vetture Turismo e talvolta di motociclismo competono gli uni contro gli altri, gareggiando testa a testa ad eliminazione in automobili identiche.

## Storia
La prima gara è stata organizzata nel 1988 dalla ex pilota di rally Michèle Mouton e da Fredrik Johnsson, Presidente dell'IMP (International Media Productions), in memoria e onore di Henri Toivonen, pilota di rally morto nel Tour de Corse 1986, al quale la Mouton era legata da un rapporto di amicizia. Originariamente l'evento è stato una gara tra i migliori piloti di rally del mondo, ma con gli anni gli inviti si sono estesi fino ad includere i concorrenti di più alto livello delle varie discipline del mondo motoristico.
Dopo i primi anni in cui la competizione si è tenuta in diverse sedi, dal 1992 al 2003 ha trovato una dimora stabile presso il tracciato della Ciudad Deportiva Islas Canarias di Telde, vicino a Las Palmas sull'isola di Gran Canaria, caratterizzato dall'alternare tratti asfaltati a tratti sterrati. In seguito gli organizzatori, per attirare un pubblico sempre maggiore, hanno deciso di spostare la competizione all'interno di alcuni stadi di calcio, dapprima a Parigi (stadio Saint-Denis), poi a Londra (stadio di Wembley), Pechino (stadio "Bird's Nest") e Düsseldorf, dove il tracciato è stato di volta in volta modificato. Nel 2013 la competizione è stata cancellata due settimane prima della data prevista a causa dei disordini di natura politica che hanno colpito la Thailandia, sede che era stata riconfermata dopo l'evento del 2012

## La competizione

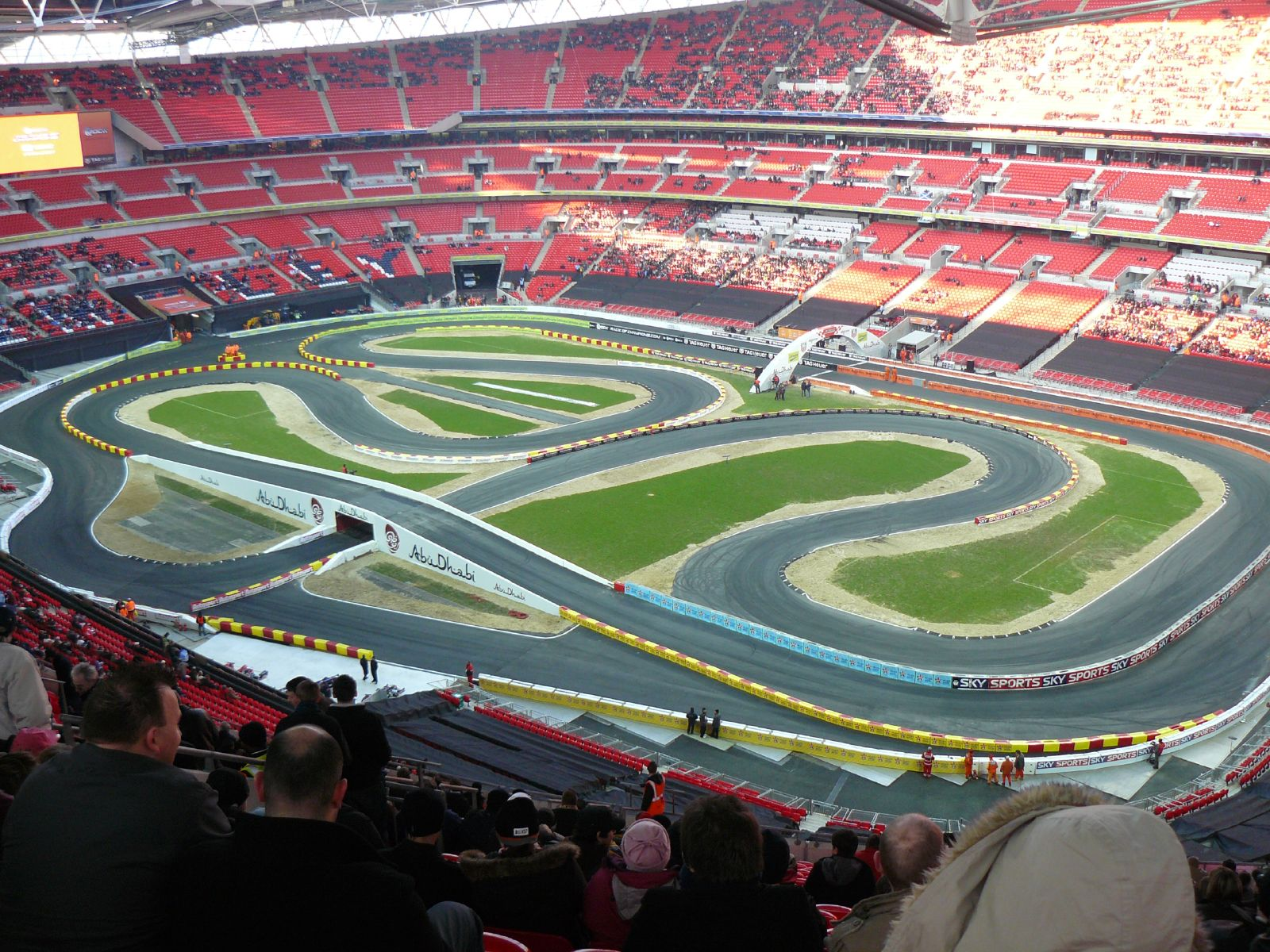
Il circuito allestito nello stadio di Wembley per l'edizione 2007 della gara

La gara consiste in una serie di scontri ad eliminazione diretta da effettuarsi mediante prove del tipo "super-speciale", tra i due piloti su due piste parallele che formano un circuito continuo; tale competizione è per molti versi simile a quelle che si tenevano annualmente al Motor Show di Bologna presso il circuito ricavato nel piazzale dell'"Area 48". Entrambi i piloti percorrono la stessa distanza ma non nello stesso tempo. Ogni duello viene vinto dal pilota che percorre entrambe le piste nel più breve arco di tempo. Il tabellone degli scontri diretti viene stabilito in anticipo e i due finalisti si contendono la vittoria.
Le vetture utilizzate nella Race of Champions sono predisposte dall'organizzazione della corsa e variano di anno in anno. Prima di ogni sfida, un tipo di auto viene assegnato a entrambi i piloti, con essa si battono per vincere. Nel corso dell'evento, ciascun conducente può guidare automobili di diverso tipo.

Nel 2007, per esempio, sono stati selezionati 5 tipi differenti di autovetture per l'evento: dune buggy, Gran Turismo, autovettura da mondiale Rally (WRC), vettura turismo con motore di 3,5 litri e Super 2000. I modelli delle vetture utilizzate generalmente rientrano in una delle cinque categorie sopra elencate.
Al termine di questo evento vengono assegnati due trofei: 
- Campione dei campioni (trofeo Henri Toivonen, in memoria dello scomparso pilota finlandese).
- Coppa delle nazioni (dal 1999). Le squadre sono composte da due piloti, di solito un pilota di circuito e un pilota di rally, ma può trattarsi anche di due piloti della medesima disciplina, a seconda della presenza o meno di piloti celebri di un paese nelle due discipline.

## Albo d'oro
| Anno | Luogo                                         | Campione dei Campioni                         | Campione dei Campioni                         | Coppa per Nazioni                             | Coppa per Nazioni                             |
| Anno | Luogo                                         | Vincitore                                     | Finalista                                     | Nazione                                       | Squadra                                       |
| ---- | --------------------------------------------- | --------------------------------------------- | --------------------------------------------- | --------------------------------------------- | --------------------------------------------- |
| 1988 | Montlhéry                                     | Juha Kankkunen                                | Timo Salonen                                  |                                               |                                               |
| 1989 | Nürburgring                                   | Stig Blomqvist                                | Walter Röhrl                                  |                                               |                                               |
| 1990 | Barcellona                                    | Stig Blomqvist                                | Tommi Mäkinen                                 |                                               |                                               |
| 1991 | Madrid                                        | Juha Kankkunen                                | Didier Auriol                                 |                                               |                                               |
| 1992 | Gran Canaria                                  | Andrea Aghini                                 | Colin McRae                                   |                                               |                                               |
| 1993 | Gran Canaria                                  | Didier Auriol                                 | Carlos Sainz                                  |                                               |                                               |
| 1994 | Gran Canaria                                  | Didier Auriol                                 | Stig Blomqvist                                |                                               |                                               |
| 1995 | Gran Canaria                                  | François Delecour                             | Colin McRae                                   |                                               |                                               |
| 1996 | Gran Canaria                                  | Didier Auriol                                 | François Delecour                             |                                               |                                               |
| 1997 | Gran Canaria                                  | Carlos Sainz                                  | Colin McRae                                   |                                               |                                               |
| 1998 | Gran Canaria                                  | Colin McRae                                   | Alister McRae                                 |                                               |                                               |
| 1999 | Gran Canaria                                  | Didier Auriol                                 | Tommi Mäkinen                                 | Finlandia                                     | Tommi Mäkinen JJ Lehto Kari Tiainen           |
| 2000 | Gran Canaria                                  | Tommi Mäkinen                                 | Marcus Grönholm                               | Francia                                       | Régis Laconi Yvan Muller Gilles Panizzi       |
| 2001 | Gran Canaria                                  | Harri Rovanperä                               | Armin Schwarz                                 | Spagna                                        | Jesús Puras Rubén Xaus Fernando Alonso        |
| 2002 | Gran Canaria                                  | Marcus Grönholm                               | Sébastien Loeb                                | USA                                           | Jimmie Johnson Jeff Gordon Colin Edwards      |
| 2003 | Gran Canaria                                  | Sébastien Loeb                                | Marcus Grönholm                               | All-Star                                      | Fonsi Nieto Cristiano da Matta Gilles Panizzi |
| 2004 | Saint-Denis                                   | Heikki Kovalainen                             | Sébastien Loeb                                | Francia                                       | Jean Alesi Sébastien Loeb                     |
| 2005 | Saint-Denis                                   | Sébastien Loeb                                | Tom Kristensen                                | Scandinavia                                   | Tom Kristensen Mattias Ekström                |
| 2006 | Saint-Denis                                   | Mattias Ekström                               | Sébastien Loeb                                | Finlandia                                     | Heikki Kovalainen Marcus Grönholm             |
| 2007 | Londra                                        | Mattias Ekström                               | Michael Schumacher                            | Germania                                      | Michael Schumacher Sebastian Vettel           |
| 2008 | Londra                                        | Sébastien Loeb                                | David Coulthard                               | Germania                                      | Michael Schumacher Sebastian Vettel           |
| 2009 | Pechino                                       | Mattias Ekström                               | Michael Schumacher                            | Germania                                      | Michael Schumacher Sebastian Vettel           |
| 2010 | Düsseldorf                                    | Filipe Albuquerque                            | Sébastien Loeb                                | Germania                                      | Michael Schumacher Sebastian Vettel           |
| 2011 | Düsseldorf                                    | Sébastien Ogier                               | Tom Kristensen                                | Germania                                      | Michael Schumacher Sebastian Vettel           |
| 2012 | Bangkok                                       | Romain Grosjean                               | Tom Kristensen                                | Germania                                      | Michael Schumacher Sebastian Vettel           |
| 2013 | Bangkok                                       | Cancellata                                    | Cancellata                                    | Cancellata                                    | Cancellata                                    |
| 2014 | Saint Philip                                  | David Coulthard                               | Pascal Wehrlein                               | Paesi nordici                                 | Tom Kristensen Petter Solberg                 |
| 2015 | Londra                                        | Sebastian Vettel                              | Tom Kristensen                                | Regno Unito                                   | Andy Priaulx Jason Plato                      |
| 2017 | Miami                                         | Juan Pablo Montoya                            | Tom Kristensen                                | Germania                                      | Sebastian Vettel                              |
| 2018 | Riad                                          | David Coulthard                               | Petter Solberg                                | Germania                                      | René Rast Timo Bernhard                       |
| 2019 | Città del Messico                             | Benito Guerra                                 | Loïc Duval                                    | Paesi nordici                                 | Tom Kristensen Johan Kristoffersson           |
| 2020 | Non disputata a causa della pandemia Covid-19 | Non disputata a causa della pandemia Covid-19 | Non disputata a causa della pandemia Covid-19 | Non disputata a causa della pandemia Covid-19 | Non disputata a causa della pandemia Covid-19 |
| 2021 | Non disputata a causa della pandemia Covid-19 | Non disputata a causa della pandemia Covid-19 | Non disputata a causa della pandemia Covid-19 | Non disputata a causa della pandemia Covid-19 | Non disputata a causa della pandemia Covid-19 |
| 2022 | Piteå                                         | Sébastien Loeb                                | Sebastian Vettel                              | Norvegia                                      | Petter Solberg Oliver Solberg                 |
| 2023 | Piteå                                         | Mattias Ekström                               | Mick Schumacher                               |                                               |                                               |

## Virtual Race of Champions
Il 28 giugno 2020 si è tenuta per la prima volta la Virtual Race of Champions, una versione virtuale dell'evento vinta dallo svedese Timmy Hansen.